# Saison 1999-2000 de l'Olympique lyonnais
Maillots
Chronologie
Saison précédente Saison suivante
La saison 1999-2000 de l'Olympique lyonnais est la cinquantième de l'histoire du club et le cinquantenaire de la prise d'indépendance du club d'avec le Lyon olympique universitaire.

## Effectif
Gardiens
- Grégory Coupet  France
- Angelo Hugues  France

Défenseurs
- Christophe Delmotte  France
- Jérémie Bréchet  France
- Florent Laville  France
- Jacek Bak  Pologne
- Serge Blanc  France
- Patrice Carteron  France
- Jean-Christophe Devaux  France
- Hubert Fournier  France
- Cédric Uras  France

Milieux
- David Hellebuyck  France
- Philippe Violeau  France
- Pierre Laigle  France
- Vikash Dhorasoo  France
- David Linarès  France
- Steed Malbranque  France

Attaquants
- Frédéric Kanouté  Mali
- Alain Caveglia  France
- Sonny Anderson  Brésil
- Tony Vairelles  France
- Sidney Govou  France

## Statistiques
Buteurs de l'OL en championnat
- 23 buts : Sonny Anderson
- 6 buts : Tony Vairelles
- 3 buts : Steed Malbranque
- 2 buts : Pierre Laigle, Patrice Carteron, Christophe Delmotte, Serge Blanc
- 1 but : Frédéric Kanouté, Alain Caveglia, Philippe Violeau, Jacek Bak
- C.S.C. : Willy Sagnol

## Détail des matchs

### Ligue des champions
3e tour préliminaire
- Lyon - Maribor 0-1 (0-0)
- Maribor - Lyon 2-0 (2-0)

### Coupe de l'UEFA
1er tour
- HJK Helsinki - Lyon 0-1 (0-1) : T. Vairelles (16e)
- Lyon - HJK Helsinki 5-1 (3-1) : S. Anderson (11e), S. Blanc (15e), D. Linarès (17e), T. Vairelles (71e, 86e)

2e tour
- Lyon - Celtic Glasgow 1-0 (0-0) : S. Blanc (63e)
- Celtic Glasgow - Lyon 0-1 (0-1) : T. Vairelles (18e)

3e tour
- Lyon - Werder Brême 3-0 (2-0) : S. Anderson (13e, 45e), T. Vairelles (77e)
- Werder Brême - Lyon 4-0 (2-0)

### Coupe de la Ligue
1/16
- Lyon - Amiens 3-1 (1-0) : S. Anderson (17e, 56e), T. Vairelles (61e S.P.)

1/8
- Lyon - Bordeaux 1-0 (1-0) : T. Vairelles (32e)

1/4
- Lyon - Bastia 0-1 A.P. (0-0) (0-0)

### Coupe de France
1/32
- Tours - Lyon 0-1 A.P. (0-0) (0-0) : S. Malbranque (119e)

1/16
- Lyon - Troyes 1-0 (1-0) : T. Vairelles (21e)

1/8
- Red Star - Lyon 1-2 (0-0) : S. Govou (81e, 82e)

1/4
- Lyon - Monaco 1-3 (1-0) : P. Laigle (35e)

### Championnat de France
- 1. Lyon - Montpellier 1-2 (0-1) : T. Vairelles (79e)
- 2. Troyes - Lyon 1-2 (0-1) : T. Vairelles (15e, 52e)
- 3. Lyon - Rennes 2-2 (1-1) : S. Anderson (30e), P. Carteron (90e)
- 4. Metz - Lyon 0-1 (0-0) : A. Caveglia (90e)
- 5. Lyon - Paris 1-0 (0-0) : S. Anderson (51e S.P.)
- 6. Lyon - Auxerre 0-0 (0-0)
- 7. Bordeaux - Lyon 1-3 (0-2) : P. Carteron (7e), S. Anderson (10e, 67e)
- 8. Lyon - Strasbourg 0-0 (0-0)
- 9. Monaco - Lyon 1-0 (1-0) (Classement : 5e)
- 10. Lyon - Nantes 2-0 (0-0) : S. Anderson (50e, 90e)
- 11. Marseille - Lyon 0-1 (0-1) : S. Anderson (36e)
- 12. Lyon - Nancy 2-1 (1-1) : S. Anderson (33e), S. Blanc (59e)
- 13. Sedan - Lyon 2-0 (1-0)
- 14. Lyon - Le Havre 3-0 (1-0) : C. Delmotte (35e), S. Anderson (63e; 82e)
- 15. Saint-Etienne - Lyon 1-1 (1-1) : S. Anderson (8e)
- 16. Lyon - Lens 1-0 (0-0) : S. Anderson (77e S.P.)
- 17. Bastia - Lyon 3-0 (1-0) (Classement : 2e)
- 18. Lyon - Troyes 1-3 (1-1) : C. Delmotte (37e)
- 19. Rennes - Lyon 1-2 (1-1) : S. Malbranque (18e), S. Anderson (77e)
- 20. Lyon - Metz 2-0 (0-0) : S. Malbranque (57e), S. Anderson (81e)
- 21. Paris - Lyon 2-2 (1-0) : S. Anderson (81e), T. Vairelles (88e)
- 22. Auxerre - Lyon 2-0 (1-0)
- 23. Lyon - Bordeaux 1-1 (1-1) : J. Bak (5e)
- 24. Strasbourg - Lyon 4-2 (1-0) : S. Anderson (77e), F. Kanouté (78e)
- 25. Lyon - Monaco 2-1 (2-1) : S. Anderson (5e), W. Sagnol (22e C.S.C.)
- 26. Nantes - Lyon 6-1 (4-1) : T. Vairelles (35e) (Classement : 4e)
- 27. Lyon - Marseille 2-0 (1-0) : T. Vairelles (28e), S. Anderson (52e)
- 28. Nancy - Lyon 1-0 (0-0)
- 29. Lyon - Sedan 2-0 (0-0) : S. Malbranque (49e), S. Anderson (90e)
- 30. Le Havre - Lyon 0-1 (0-1) : S. Anderson (23e)
- 31. Lyon - Saint-Etienne 0-0 (0-0)
- 32. Lens - Lyon 4-3 (2-2) : S. Anderson (10e, 25e S.P.), S. Blanc (90e)
- 33. Lyon - Bastia 2-1 (1-1) : P. Violeau (45e), P. Laigle (47e)
- 34. Montpellier - Lyon 2-2 (1-2) : P. Laigle (29e), S. Anderson (45e) (Classement : 3e)

- Classement : 3e ; 56 points ; 16 V, 8 N, 10 D ; 45 buts pour, 42 buts contre, +3